# Na krawędzi mroku
Na krawędzi mroku (ang. Edge of Darkness) – brytyjski 6-odcinkowy serial telewizyjny, wyprodukowany przez BBC Television we współpracy z Lionheart Television International, po raz pierwszy wyemitowany przez stację BBC Two od 4 listopada do 9 grudnia 1985 roku. W Polsce serial emitowany był na TVP1 od 2 do 30 stycznia 1992 roku.
Napisany przez Troya Kenedy'ego Martina i  wyreżyserowany przez Martina Campbella, serial uzyskał 11 nominacji do nagrody BAFTA i zdobył sześć z nich, w tym dla najlepszego serialu, aktora (Bob Peck) i za muzykę (dla Erica Claptona, autora słynnego motywu przewodniego do serialu). Na krawędzi mroku uznawane jest przez Brytyjski Instytut Filmowy jako jedno z najlepszych i najbardziej wpływowych dzieł brytyjskiego dramatu telewizyjnego. 
W 2010 roku odbyła się premiera hollywoodzkiej wersji kinowej serialu w reżyserii Martina Campbella i z Melem Gibsonem w roli głównej pt. Furia.

## Opis fabuły
Policjant Ronald Craven (Bob Peck) próbuje poznać prawdę o zabójstwie swojej córki Emmy (Joanne Whalley). Śledztwo wprowadza go w świat mrocznych powiązań rządu i przemysłu nuklearnego oraz szpiegostwa. Serial oscyluje między konwencją thrillera politycznego, kryminału i science-fiction (z uwagi na wątek zagrożenia nuklearnego, będącego osią fabuły). Nasycony jest politycznym klimatem lat 80. XX wieku w Wielkiej Brytanii, zwłaszcza administracji premier Margaret Thatcher w kontekście jej konfliktu z lewicą i związkami zawodowymi.

## Obsada
- Bob Peck – Ronald Craven
- Joe Don Baker – Darius Jedburgh
- Charles Kay – Pendleton
- Ian McNeice – Harcourt
- Joanne Whalley – Emma Craven
- Hugh Fraser – Bennett
- John Woodvine – Ross
- Jack Watson – James Godbolt
- Allan Cuthbertson – Chilwell
- Kenneth Nelson – Grogan
- David Fleeshman – Jones
- Zoë Wanamaker – Clemmy

## Nagrody i nominacje
BAFTA 1986
- Najlepsza oryginalna muzyka telewizyjna – Eric Clapton, Michael Kamen
- Najlepszy aktor telewizyjny – Bob Peck
- Najlepszy serial dramatyczny (cała seria) – Martin Campbell, Michael Wearing
- Najlepszy telewizyjny operator kamery – Andrew Dunn (I)
- nominacja: Najlepsza aktorka telewizyjna – Joanne Whalley
- nominacja: Najlepsza charakteryzacja telewizyjna
- nominacja: Najlepsza scenografia telewizyjna – Graeme Thomson
- nominacja: Najlepszy aktor telewizyjny – Joe Don Baker